# Basongaiz
Basongaiz es una entidad de población española del municipio de Legarda, en la comunidad autónoma de Navarra.

## Historia
Hacia mediados del siglo XIX, el lugar, un caserío perteneciente a Legarda ubicado en el valle de Valdizarbe, tenía contabilizada una población de 17 habitantes. Aparece descrito en el cuarto volumen del Diccionario geográfico-estadístico-histórico de España y sus posesiones de Ultramar de Pascual Madoz de la siguiente manera:

BASONGAIZ ó BERASONGAIZ: granja del valle y arciprestazgo de Ilzarbe en la prov., aud. terr. y c. g. de Navarra, merind., part. jud. y dióc. de Pamplona (3 leg.), térm. municipal y felig. de Legarda (1/4): sit. en terreno escabroso, con libre ventilacion y clima sano. Tiene una casa y una igl. que nada de particular ofrece. Confina el térm. N. venta del Portillo (1/4), E. Uterga (1/2 leg.), S. Legarda y O. Ecoyen (3/4): prod. trigo, legumbres y pastos; pobl.: 3 vec., 17 alm.: contr. con Legarda. Perteneció este cas. al conv. del Crucifijo de Puente la Reina, de la órden de San Juan de Malta.
(Madoz, 1846, p. 69)

En 2022, tenía empadronados 2 habitantes.